# Paracercion plagiosum
Paracercion plagiosum là một loài chuồn chuồn kim trong họ Coenagrionidae.
Paracercion plagiosum được Needham miêu tả khoa học năm 1930.